# Джордж Макклелан
Джордж Брінтон Макклелан (англ. George Brinton McClellan; 3 грудня 1826, Філадельфія — 29 жовтня 1885, Вест-Орандж) — американський воєначальник, генерал-майор армії Союзу (1861), Головнокомандувач армії США (1861—1862). Також політичний діяч, інженер, бізнесмен та письменник, 24-й губернатор Нью-Джерсі. Учасник Американо-мексиканської та Американської громадянської війн.
Випускник Вест-Пойнта, Макклеллан з відзнакою служив під час мексикансько-американської війни, а потім звільнився з лав армії США і працював керівником та інженером залізниці до початку Громадянської війни в США в 1861 році. На початку конфлікту Макклеллан отримав звання генерал-майора і відіграв важливу роль у створенні Потомакської армії, яка діяла на Східному театрі війни; він також був головнокомандувачем армії США з листопада 1861 по березень 1862 року.
З березня по липень 1862 року Макклеллан організував і очолював армію Союзу в кампанії на Півострові в південно-східній Вірджинії. Це була перша широкомасштабна наступальна операція на Східному театрі воєнних дій. Здійснивши обхідний маневр навколо армії Конфедерації на півночі Вірджинії, війська Макклеллана повернули на захід, щоб просунутися вгору по півострову Вірджинія, між річками Джеймс і Йорк, висадилися в Чесапікській затоці з наміром атакувати столицю Конфедерації, Ричмонд. Спочатку Макклеллан здобув певного успіху, діючи проти генерала Джозефа Джонстона, але поява армії Північної Вірджинії генерала Роберта Лі призвела в ході Семиденних боїв до поразки військ Союзу. Втім, історики відзначають, що перемога Лі була багато в чому пірровою, оскільки він не зміг знищити Потомакську армію і зазнав кривавої відсічі в битві при Малверн-Гілл.

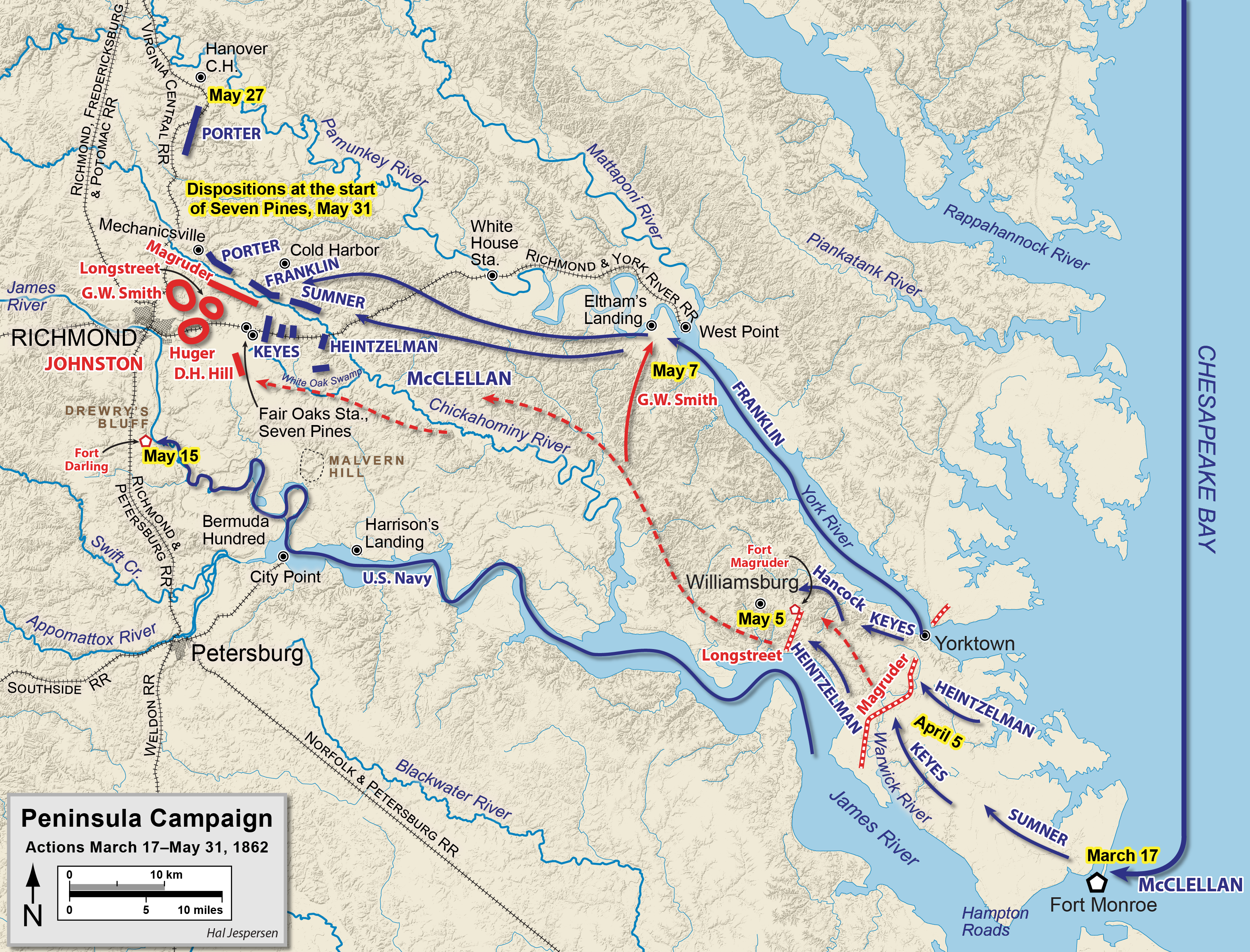
Кампанія на півострові. Березень-травня 1862

Між Макклелланом і президентом Авраамом Лінкольном виникла взаємна недовіра, і Макклеллан приватно насміхався з Лінкольна. Він був відсторонений від командування в листопаді, після проміжних виборів 1862 року. Основним фактором, що вплинув на це рішення, була нездатність Макклеллана переслідувати армію Лі після тактично непереконливої, але стратегічної перемоги Союзу в битві при Антітемі під Шарпсбургом, штат Меріленд.
Він більше ніколи не отримав пропозиції очолити військове командування і став невдалим кандидатом від Демократичної партії на президентських виборах 1864 року проти республіканця Лінкольна. Ефективність його кампанії була підірвана, коли Макклеллан відмовився від платформи своєї партії, яка обіцяла припинення війни і переговори з Конфедерацією.
З 1878 по 1881 рік Джордж Макклелан був губернатором Нью-Джерсі. У своїх пізніх роботах Макклеллан активно захищав свою поведінку під час Громадянської війни.